# Jaguar XK140
Jaguar XK140 — спортивний автомобіль компанії ‘‘Ягуар’’, що випускався в період між 1954 і 1957 роками.

## Опис
На цьому автомобілі вперше були встановлені дискові автомобільні гальма, що кардинально покращувало загальне управління автомобілем, як під час повсякденних поїздок, так і на час перегонів.
Саме Jaguar XK140 був найшвидшим автомобілем свого часу, на якому в 1956 році вперше у світі встановили автоматичну коробку передач. Це дозволило встановити світовий рекорд швидкості серійного автомобіля на той час ― 199 км/год ― максимальна швидкість з об'ємом двигуна 3,4 літри.

### Двигуни XK 140
| Модель                                  | Роки      | Робочий об’єм см²/Тип            | Діаметр/Хід поршня | Карбюратор | Потужність                          |
| --------------------------------------- | --------- | -------------------------------- | ------------------ | ---------- | ----------------------------------- |
| XK 140 3.4                              | 1954-1957 | 3442/R6,бензиновий,ГРМ типу DOCH | 83 мм/ 106 мм      | 2х SU H6   | 142 кВт (190 к.с.) при 5500 об/хв.. |
| XK 140 3.4 SE (C-Type Head)("MC" в США) | 1954-1957 | 3442/R6,бензиновий,ГРМ типу DOCH | 83/106 мм          | 2х SU H8   | 157 кВт (210 л.с.) при 5750 об/мин  |